# Sciurus flammifer
La ardilla fiera (Sciurus flammifer) es una especie de roedor de la familia Sciuridae.

## Distribución geográfica
Es endémica de Venezuela, habitando la zona desde el sur del río Orinoco hasta la frontera con Colombia.